# Akatorea
Akatorea es un género de arañas araneomorfas pertenecientes a la familia Amphinectidae. Se encuentra en Nueva Zelanda.

## Especies
Según The World Spider Catalog 12.0:
- Akatorea gracilis (Marples, 1959)
- Akatorea otagoensis Forster & Wilton, 1973